# Limonium cofrentanum
Limonium cofrentanum är en triftväxtart som beskrevs av Erben. Limonium cofrentanum ingår i släktet rispar, och familjen triftväxter. Inga underarter finns listade i Catalogue of Life.